# 15528 Martinsmedina
A 15528 Martinsmedina (ideiglenes jelöléssel (15528) 2000 AJ10) a Naprendszer kisbolygóövében található aszteroida. A LINEAR projekt keretében fedezték fel 2000. január 3-án.